# Hrenovice
Hrenovice – wieś w Słowenii, w gminie Postojna. W 2018 roku liczyła 184 mieszkańców.